# 山海关王家大院
山海关王家大院，又称山海关民俗博物馆，位于河北省秦皇岛市山海关区东三条29-31号。

## 简介
王家大院位于山海关西侧，始建于明末清初，清朝咸丰年间兴盛，其主人王三佛主营盐运、边贸、票号生意，到光绪年间已成富商，占据山海关的“半壁江山”，号称山海关“南半城”。1989年5月10日，王家大院以“东三条29、30、31号”之名被秦皇岛市山海关区人民政府公布为秦皇岛市山海关区重点文物保护单位。2004年“五一”国际劳动节期间，山海关民俗博物馆首次开放，这是展览中国北方地区明清时期民俗的专题博物馆。
王家大院占地面积十多亩，建筑面积2000多平方米，分为四个套院，十八个展厅，五十九间房，属于典型的明清四合院。王家大院布局严谨，风格雅致。王家大院内陈列有床铺家具、枕箱被帐、金银首饰、衣裳布匹、冠巾鞋袜、针头线脑、烛台灯火、珠玉珍玩、文房四宝、瓷漆杯盘、铜盆器皿、梳洗用具等等。馆内展出的1万多件藏品是由民间收藏家及收藏爱好者集藏的民俗旧物。